# Rohrbach (Weimar)
Pour les articles homonymes, voir Rohrbach.
Rohrbach est une municipalité allemande du land de Thuringe, dans l’arrondissement du Pays-de-Weimar, au centre de l’Allemagne. En 2015, sa population est de 214 habitants.

## Source de la traduction
- (de) Cet article est partiellement ou en totalité issu de l’article de Wikipédia en allemand intitulé « Rohrbach (Weimarer Land) » (voir la liste des auteurs).